# تپه بیرگ
تپه بیرگ مربوط به عصر مس و سنگ - سده‌های میانه دوران‌های تاریخی پس از اسلام است و در شهرستان سرپل ذهاب، بخش مرکزی، دهستان بشیوه پاتاق، ۱ کیلومتری جنوب غرب روستای بلوان واقع شده و این اثر در تاریخ ۲۶ اسفند ۱۳۸۷ با شمارهٔ ثبت ۲۵۵۵۰ به‌عنوان یکی از آثار ملی ایران به ثبت رسیده است.